# هرج‌ومرج در پادشاهی متحد
«هرج و مرج در پادشاهی متحد» (به انگلیسی: Anarchy in the U.K.‎) ترانه‌ای از گروه پانک راک سکس پیستولز است. این ترانه اوّلین‌بار در ۲۶ نوامبر ۱۹۷۶ و در قالب اولین تک‌آهنگ تنها آلبوم گروه، Never Mind the Bollocks منتشر شد.
سکس پیستولز با ارائهٔ «هرج و مرج در پادشاهی متحد» یک حرکت انقلابی را در صنعت موسیقی بریتانیا آغاز کرده‌بودند و در مسیری خارج از مرزهای معیّن شده برای مخاطبان و رسانه‌ها حرکت می‌کردند؛ حرکتی که با مواضع تحریک‌آمیز آن‌ها شدت می‌گرفت. در مقابل اهالی صنعت موسیقی بریتانیا نگران پیامدهای چنین حرکتی بودند، نه تنها به‌خاطر مردم، بلکه به‌خاطر تاثیر این موضوع بر کاتالوگ‌های آثارشان که محتوایی متفاوت از موسیقی سکس پیستولز داشت. «هرج و مرج در پادشاهی متحد» به هراس بریتانیایی‌ها از بی‌ثباتی سیاسی و یورش جوانان افسارگسیخته به خیابان‌ها دامن می‌زد. این ترانه-که تنها اثر پیستولز بود که ای‌اِم‌آی آن‌را منتشر کرد-در زمان انتشارش تا ردهٔ ۳۸اُم جدول پرفروش‌ترین تک‌آهنگ‌های بریتانیا و ۲۷اُم مجلهٔ اِن‌اِم‌ای صعود کرد و تک‌آهنگ آن روزانه به‌طور میانگین ۱۵۰۰ ال ۲۰۰۰ نسخه فروش داشت. پس از فروش ۵۵۰۰۰ نسخه و توقف انتشار تک‌آهنگ توسط ای‌اِم‌آی، پیستولز در مارس ۱۹۷۷ برای ادامهٔ انتشار تک‌آهنگ، قرارداد جدیدی با اِی‌اَنداِم منعقد کردند و این فقط ۱ هفته پیش از آن بود که ترانه، به‌همراه دیگر قطعه‌های آلبوم Never Mind the Bollocks توسط ویرجین رکوردز به بازار روانه شود.
در سال ۱۹۸۸ گروه آمریکایی مگادث «هرج و مرج در پادشاهی متحد» را با تغییراتی در شعر آن بازخوانی کردند. استیو جونز (عضو سابق سکس پیستولز) سولوی دوم این ترانه را در نسخهٔ مگادث اجرا کرده‌است.
در سال ۲۰۰۴ مجلهٔ رولینگ استون در رده‌بندی «۵۰۰ ترانهٔ برتر همهٔ دوران» جایگاه پنجاه و سوم را به «هرج و مرج در پادشاهی متحد» اختصاص داد.

## پی‌نوشت
1. ↑  کمپانی ای‌اِم‌آی پس از حضور اعضای گروه در شوی تلویزیونی بیل گراندی و صحبت‌هایی که در آن برنامه شد همکاری‌اش با سکس پیستولز را متوقف کرد.